# Motokov
Motokov byl podnik zahraničního obchodu (PZO), který se specializoval na prodej automobilů mimo Československo. Jeho řediteli byli například v letech 1951 až 1953 František Hamouz nebo Andrej Barčák.
Své sídlo měl podnik od roku 1977 v mrakodrapu na pražském Pankráci, jenž byl v době svého dokončení první stometrovou budovou v Československu. Později se podnik přestěhoval do pražských Radlic a poté se vrátil do mrakodrapu City Empiria.
Původní Motokov byl vývozcem Československých vozidel, nyní se podnik zabývá výrobou a distribucí náhradních dílů pro nákladní vozy (především Tatra, LIAZ a Avia), pro zemědělskou a stavební techniku a prodejem autopříslušenství.